# Explosion (película)
Explosion es una película canadiense-estadounidense de drama, bélica y crimen de 1969, dirigida por Jules Bricken, que a su vez la escribió junto a Alene Bricken y Robert Hartford-Davis, musicalizada por Sol Kaplan, en la fotografía estuvo Joseph C. Brun y los protagonistas son Don Stroud, Gordon Thomson, Michèle Chicoine y Cec Linder, entre otros. El filme fue producido por Bing Crosby Productions y Meridian Films; se estrenó el 5 de diciembre de 1969.

## Sinopsis
Durante el auge de la guerra de Vietnam, un hippie y un evasor del servicio militar se juntan y arman un plan para escapar a Canadá. Roban un automóvil y van hacia Vancouver, pero el viaje no marcha tan bien como pensaban y al poco tiempo los sigue la policía, están acusados de matar a varios policías.